# Turma da Mônica
Turma da Mônica és una sèrie de còmics i una franquícia de mitjans creada pel dibuixant brasiler Mauricio de Sousa. Va néixer l'any 1959 en format de tira de còmic al diari i amb el gos Bidu com a protagonista. Les tires van començar a guanyar la seva identitat actual amb l'aparició dels personatges Mônica i Cebolinha, entre 1960 i 1963, que van passar a ser els protagonistes. Des de 1970, ja en format de revista de còmic, va ser publicada per les editores Abril (1970-1986), Editora Globo (1987-2006) i Panini (2007 fins a l'actualitat).
L'èxit assolit ha propiciat que personatges secundaris dels còmics originals hagin guanyat sèries derivades (Turma do Chico Bento, Turma do Penadinho...) i també s'han creat sèries basades en persones reals, com la Turma do Pelezinho. El 2008, va ser creat un spin-off d'estil manga titulat Turma da Mônica Jovem, on els personatges ja són adolescents; mentre que el 2019 va sortir la revista de la Turma da Mônica Geração 12, amb una versió preadolescent d'aquests.

## Història

### Creació

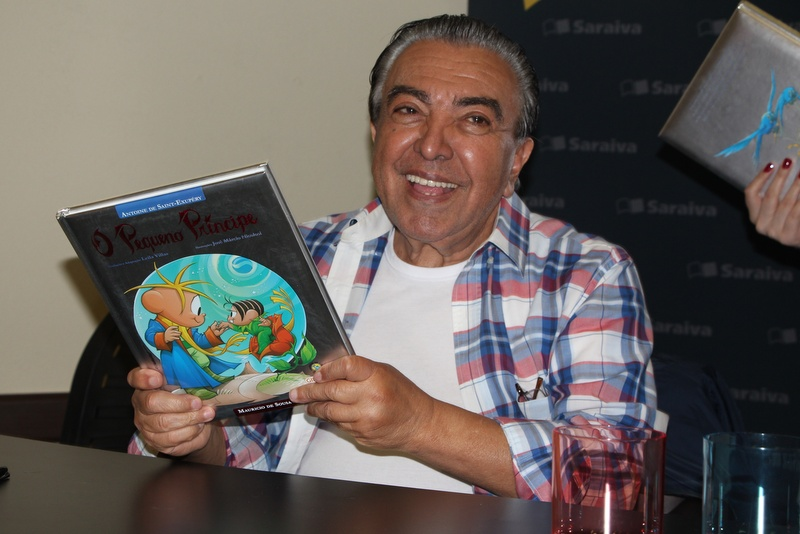
Mauricio de Sousa amb una novel·la gràfica d'El Petit Príncep amb dibuixos de la Turma da Mônica.

Mauricio de Sousa, analista del diari Folha da Manhã va debutar en el món del còmic l'any 1959 amb els seus primers personatges, Bidu i Franjinha. Ambdós van estar basats en la pròpia infància de Maurício (s'havia basat en el seu gos Cuíca per crear al Bidu). El 1960, els personatges van tenir un espai propi dintre de la revista infantil Zaz Traz, publicada per l'Editora Outubro. L'Editora Continental va signar amb Sousa per publicar una revista titulada Bidu, però va ser cancel·lada després de 8 números. En aquella època, Mauricio de Sousa va començar a incorporar personatges nous, entre ells en Cebolinha, company d'en Franjinha.
Els personatges van seguir en les tires còmiques del diari, on van desenvolupar-se les seves personalitats. Cebolinha va passar a ser el protagonista, prenent-li el lloc al Bidu, i van sorgir altres secundaris que en l'actualitat continuen formant part de la turma: Piteco, Astronauta, Horácio, Penadinho, Hiroshi o Raposão. El públic femení va reclamar que hi hagués més dones en els còmics, i el 1963 va crear la Mônica, inicialment una secundària en les històries d'en Cebolinha. El personatge estava basat en la seva pròpia filla del dibuixant, Mônica Sousa, llavors amb 2 anys. La Mônica va guanyar-se el cor dels joves lectors gràcies al seu carisma i, a finals d'aquella primera dècada d'existència, ja s'havia fet la protagonista dels còmics.
A començaments dels anys seixanta, el dibuixant va fundar la Mauricio de Sousa Produções per gestionar la redifusió de les tires en altres mitjans.

### Revista pròpia
L'editora Abril, l'any 1970, va oferir a Mauricio de Sousa una revista pròpia. Amb el títol inicial de Mônica e a sua turma ("Mònica i la seva colla"), la publicació reunia les històries dels diversos personatges que apareixien a les tires del diari. Comercialment, va aconseguir fer-se un lloc en un mercat copat per còmics estrangers com l'Ànec Donald, Zé Carioca i Little Lulu.

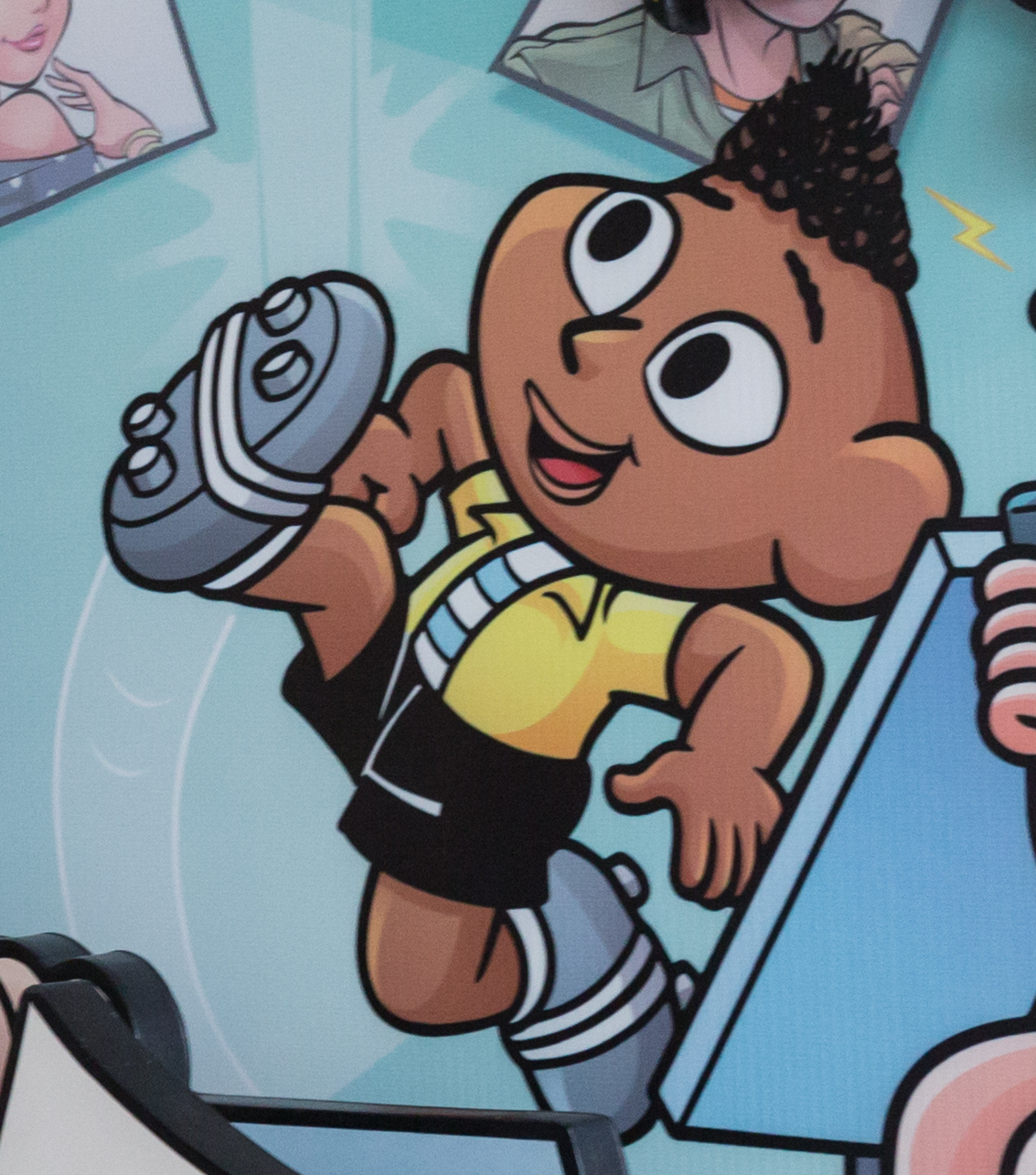
En Pelezinho

L'any 1977 els responsables de la revista van signar un contracte amb el futbolista Pelé -qui es trobava jugant la seva darrera temporada en actiu- per crear un nou personatge basat en el davanter. Pelezinho, va ser un fenomen entre els nens de l'època, fent-se ràpidament un lloc en la històrai del còmic brasiler.
Amb la diversificació de formats i personatges, la productora de Mauricio de Sousa va formar un equip de guionistes per ajudar-lo a fer front la creixent demanda de dibuixos, deixant d'assumir en exclusiva el procés de creació de les històries de la franquícia i permetent-lo ampliar el ventall de personatges. L'empresa va expandir-se publicant revistes i llibres de la Turma a l'estranger, a més d'iniciar un enriquidor negoci amb la venda de marxandatge amb la imatge dels personatges de la Turma. El 2015, la Turma da Mônica apareixia en gairebé tres mil productes de més de 150 empreses.

### Expansió
Al llarg dels anys, altres personatges van guanyar les seves pròpies revistes, com Cascão (1982), Chico Bento (1982) i Magali (1989). El 2008, va començar a editar-se una segona línia de còmics destinada al públic juvenil i amb un estil de dibuix que remet al manga. A la Turma da Mônica Jovem, els personatges tenen uns 15 anys i les trames de la colla evolucionen cap a drames propis de l'adolescència, relacions amoroses, agències secretes i dolents intergalàctics.
La Turma de la Mônica té còmics i altres productes llicenciats en 40 països i 14 idiomes. Algunes revistes de personatges són publicats en altres països des dels anys 1980, Monica's Gang o Monica and Friends en països de llengua anglesa, Fratz & Freunde a Alemanya, La Banda di Monica a Itàlia, Monika dan kawan kawan a Indonèsia, Mónica y su Pandilla o Mónica y sus Amics en els països de llengua espanyola, entre d'altres.

## Personatges

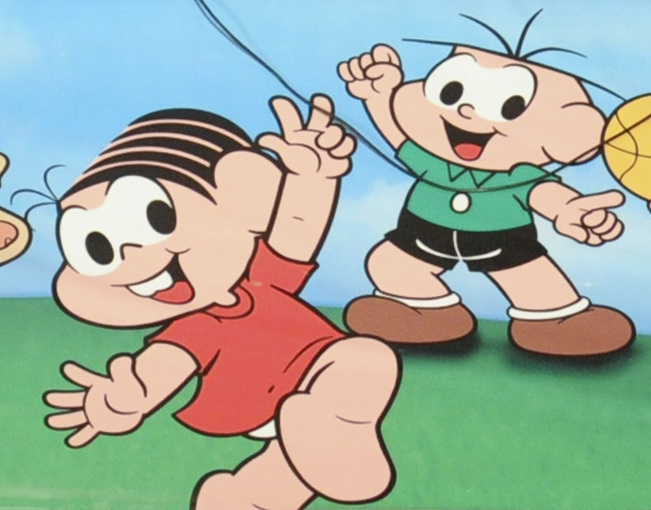
Mônica i Cebolinha, dos dels personatges principals del còmic.

La Turma da Mônica té una extensa quantitat de personatges principals i secundaris. Té com principals protagonistes Mônica, Cebolinha, Cascão, Magali i Chico Bento, cadascun amb la seva pròpia revista. Els personatges secundaris d'una d'aquestes sèries derivades poden aparèixer també en les revistes de la Turma da Mônica, o fer crossovers amb les altres colles.
Moltes de les històries entre Mônica i Cebolinha se centren en els infructuosos plans del noi per fer-la enrabiar, sovint volent pispar-li el conill de peluix, en Sansão. Les històries sobre Cascão generalment es concentren en la seva manca d'higiene, perquè té pànic a l'aigua i mai ha pres un bany en sa vida. Per la seva part, la Magali apareix en trames que tracten sobre la seva gula i la capacitat per a menjar sense límit.
La majoria de les històries es concentren en la vida quotidiana dels personatges principals i, ocasionalment, en els personatges secundaris. L'estil humorístic de la sèrie normalment és caracteritzat per diversos tipus de repeticions, al·lusions, situacions absurdes, paranomàsies, sarcasme i metallenguatge.

## En altres mitjans

### Televisió
La Turma da Mônica és responsable de la primera sèrie d'animació de televisió 100% brasilera, exhibida entre 1976 i 1984, en miniepisodis de 2 minuts. Altres turmas dibuixades per Mauricio de Sousa també han rebut una versió animada. El novembre de 2019, la cadena Cartoon Network va estrenar al Brasil una sèrie animada basada en la Turma da Mônica Jovem.
L'any 2013 va estrenar-se una nova sèrie, Mônica Toy. Els personatges de la Turma són nadons i es caracteritza per un dibuix d'estil chibi i sense diàlegs. La sèrie va emetre's per YouTube i va superar els 10.000 milions de visualitzacions, i va ser un èxit també en altres països, com el Japó o Rússia. L'any 2023 la Rede Globo va anunciar l'inici de l'enregistrament d'una nova sèrie, Turma da Mônica - Origens. Es tracta d'una preqüela situada en l'època en què la colla es va conèixer.
La sèrie de dibuixos animats original va ser emesa doblada en valencià pel canal Punt Dos a finals de la dècada del 2000, dintre del programa Babaclub.

#### Opening en valencià
| « | A fantasia se torna real Chegou a Turma da Mônica, quanta alegria! Essa turminha é mesmo legal Chegou a Turma da Mônica, que maravilha! E a fantasia se torna real | La fantasia es torna real Ja està ací, és Mónica i l'alegria Tot és fantasia i felicitat És la nostra Mónica, i cada dia la fantasia es torna real | » |

#### Noms dels personatges en valencià
| Nom valencià | Nom original |
| ------------ | ------------ |
| Mónica       | Mônica       |
| Cebeta       | Cebolinha    |
| Closqueta    | Cascão       |
| Magalí       | Magali       |
| Francesc     | Franjinha    |
| Boronet      | Quinzinho    |
| Marina       | Marina       |
| Jeremies     | Jeremias     |
| Titi         | Titi         |
| Xavier       | Xaveco       |
| Ronaldet     | Ronaldinho   |
| Frank        | Frank        |
| Bento        | Chico Bento  |
| Roseta       | Rosinha      |
| Sr. Olavo    | Nhô Lau      |

### Cinema
Els personatges del còmic han protagonitzat diverses pel·lícules d'animació, com As Aventuras da Turma da Mônica (1982), A Princesa e o Robô (1983), Cine Gibi (2004) Uma Aventura no Tempo (2007), Mônica e Cebolinha – No Mundo de Romeu e Julieta (1979), A Rádio do Chico Bento (1989) i el clàssic de Nadal Turma da Mônica e a Estrelinha Mágica (1988). El juny de 2019, va ser llançada la pel·lícula Turma da Mônica: Laços, basada en la novel·la gràfica homònima. La pel·lícula ha rebut dues seqüeles: Turma da Mônica: Lições (2021) e Turma da Mônica Jovem: Reflexos do Medo (2024).

### Música
La Turma da Mônica també apareix en LPs i CD, amb cançons infantils sorgides dels seus dibuixos animats, pel·lícules i obres de teatre, com A Bandinha da Turma da Mônica (1971); Mônica e Cebolinha – No Mundo de Romeu e Julieta (1978); As Aventuras da Turma da Mônica (1984); A Turma da Mônica (1987); A Turma da Mônica (1994); A Turma da Mônica e Mauricio Contam e Cantam o Descobrimento do Brasil (2000); Animais (2004); É Preciso se Cuidar (2004); Aluno Nota 10 (2004); Sorria (2004); Planeta Terra (2004); Hinos Brasileiros (2004); O Natal Chegou (2004); Vem Brincar! (2004); Viajando com a Música (2004); Feliz Natal pra Todos (2007)).

### Jocs de taula i videojocs
Entre d'altres, van ser llançats els següents jocs de taula: Caça à Turma (1989); Super Memória (1993); Fazendo a Festa (1998); Sopão da Magali (2002); Quebra-Cabeça Educativo (2002); Lince Alfabeto (2003); Zoológico Animado (2005); Banco Imobiliário Turma da Mônica (2008); Cara a Cara Turma da Mônica (2008); Detetive Turma da Mônica (2008); Jogo da Vida Turma da Mônica (2008); Super Massa Turma da Mônica (2008); Tapa Certo Turma da Mônica (2008); Sudoku Júnior (2008); Ludo e Sobe-e-Desce (2008); Dominó da Turma (2009); Jogo da Memória (2009); Quebra-Cabeças (2009); Quebra-Cabeça Turma da Mônica Jovem (2010); Bobeou, Dançou (2010); Gogo's da Mônica (2011).
Als anys 1990, van publicar-se CD-ROMs que contaven històries interactives amb minijocs. Van ser tres: Mônica Dentuça (1995), Cebolinha e Floquinho (1996) i A Roça do Chico Bento (1998). Amb la distribuïdora Sega, es va fer una versió brasilera del videojoc Wonder Boy, adaptat per a incloure els personatges de la Turma.

### Parc temàtic
Un parc temàtic dels personatges, amb 10 mil metres quadrats d'extensió, va ser inaugurat el 1993 en el Shopping Eldorado de São Paulo. El "Parque da Mônica" tenia jocs especials relacionats amb l'univers de la Turma, espectacles en directe amb els personatges i esdeveniments especials. El Parc va arribar a tenir dues filials, a Curitiba (1998-2000) i a Rio de Janeiro (2001-2005). El parc de São Paulo va concloure les seves activitats en 2010 i va ser reobert el 2015 en el Shopping SP Market.